# دیو کامینگز
دیو کامینگز (انگلیسی: Dave Cummings؛ زاده ۱۳ مارس ۱۹۴۰) یک بازیگر پورنوگرافی اهل ایالات متحده آمریکا است.